# Tipula idiotricha
Tipula idiotricha är en tvåvingeart som beskrevs av Alexander 1965. Tipula idiotricha ingår i släktet Tipula och familjen storharkrankar. Inga underarter finns listade i Catalogue of Life.